# Francisc Bartok
Francisc Bartok (n. 30 aprilie 1937 în Băcia, județul Hunedoara – d. 1987), nepot al lui Bela Bartok , a fost un pictor român stabilit din anul 1982 în Franța.

## Date biografice
A absolvit în 1963 Institutul de Arte Plastice Nicolae Grigorescu din  București. A studiat cu Corneliu Baba .
A lucrat ca profesor la Institutul de Arte Plastice din Iași .
A fost membru al Uniunii Artiștilor Plastici din România .
Este unul din reprezentanții sintezei dintre expresionismul abstract și o nostalgie a figurării.
A executat fresce și mozaicuri monumentale (Institutul Agronomic din Iași) .
Lucrări ale sale se găsesc în colecții din Finlanda, Franța, România, SUA .

## Expoziții
- București (1964 - Sala Kalinderu, 1973, 1974, 1980);
- Iași (1966);
- Galați (1975 – Muzeul de artă modernă);
- Constanța (1979 – Muzeul de artă modernă);
- Roma (1981 Accademia di Romania);
- Modena (Italia, 1982 – Galeria Sirio);
- New York (1984 – Nathankim Gallery, 1985);
- Paris (1984 – Galeria Arcadia);
- New Jersey (1985 - Alvin Kirchney Gallery);
- Tours (1985 – Galeria Mathurins).

## Galerie Lucrări

Autoportret, Francisc Bartok
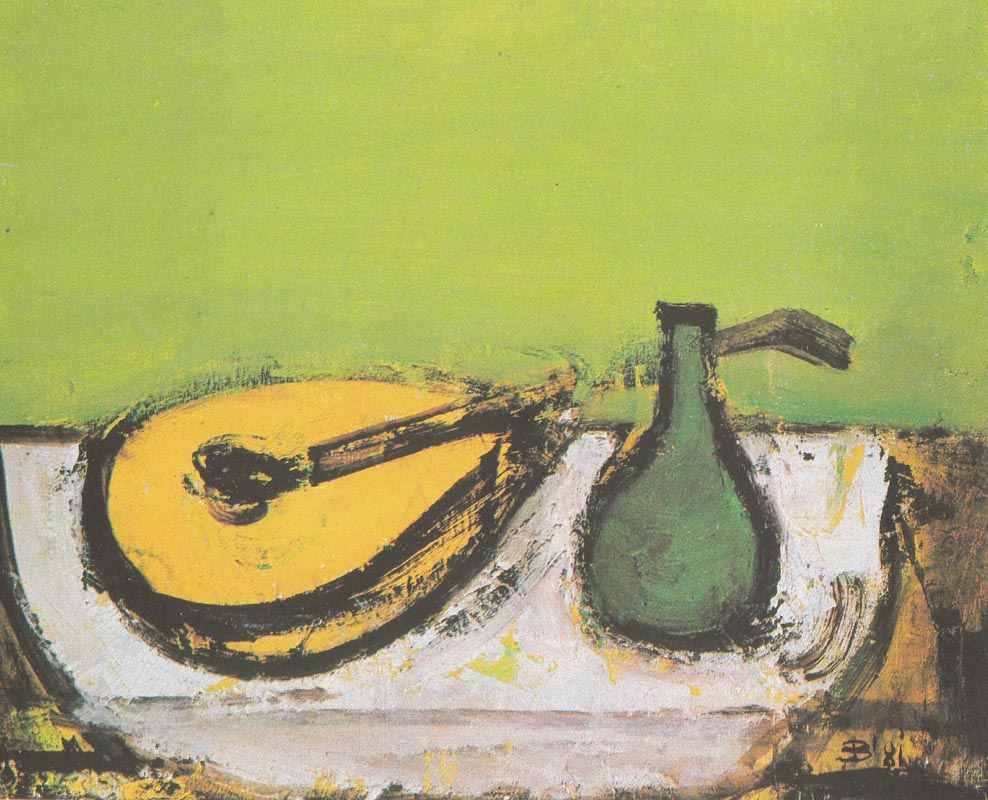
Mandolina, Francisc Bartok
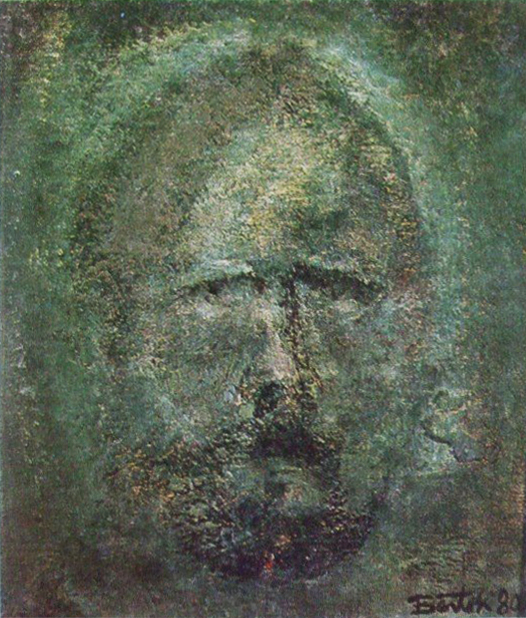
Autoportret, Francisc Bartok
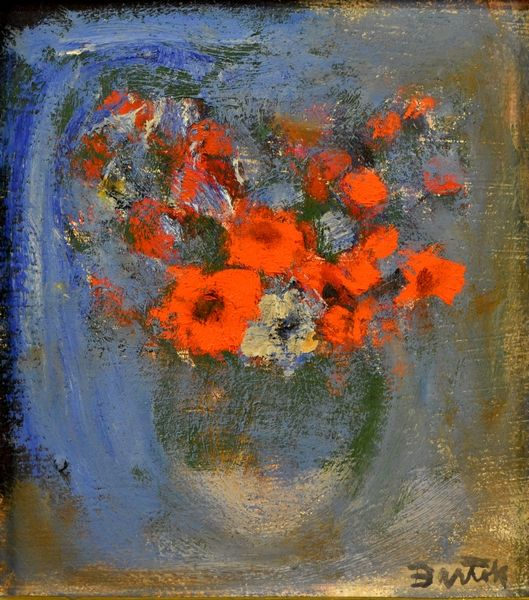
Flori rosii, Francisc Bartok
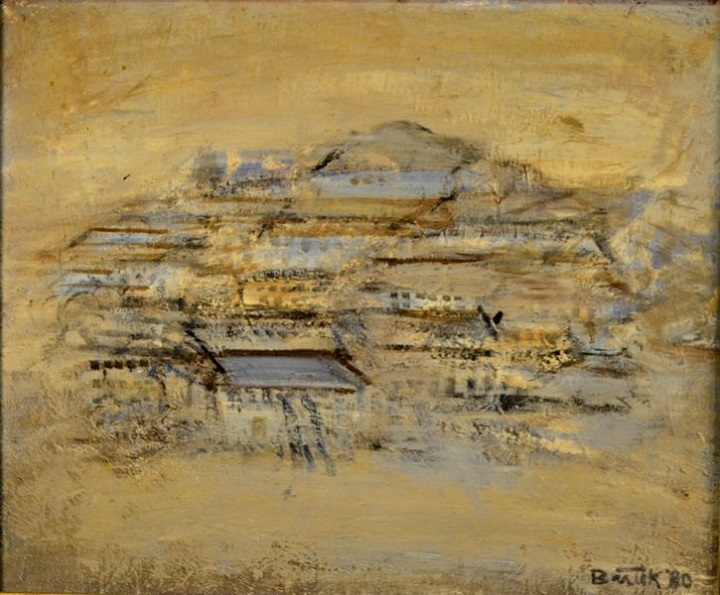
Dealu Galatei, Francisc Bartok
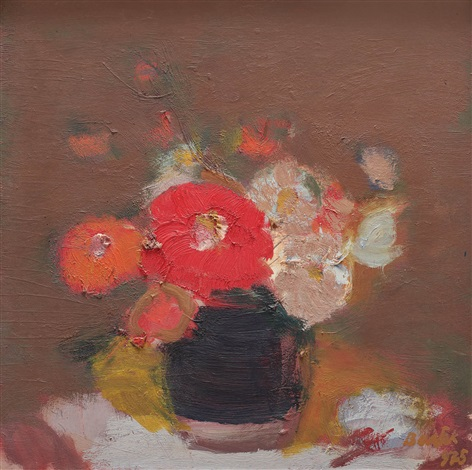
Flori Salbatice, Francisc Bartok
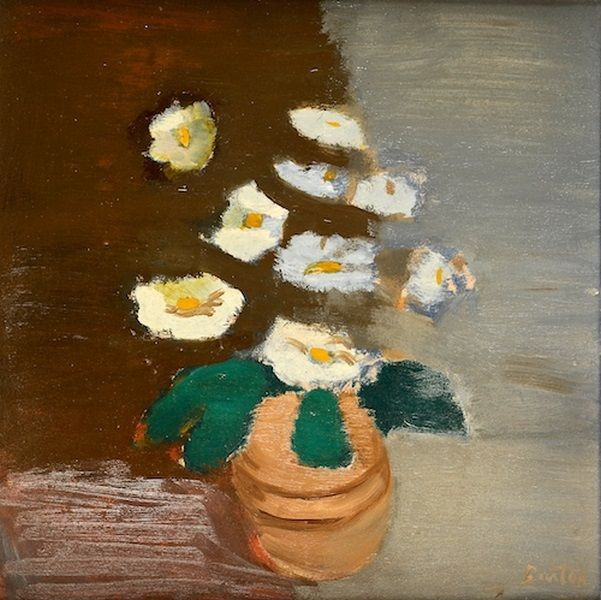
Flori albe, Francisc Bartok
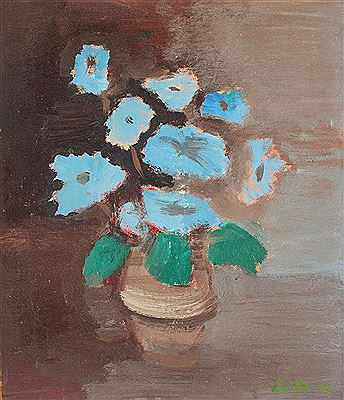
Flori albastre, Francisc Bartok
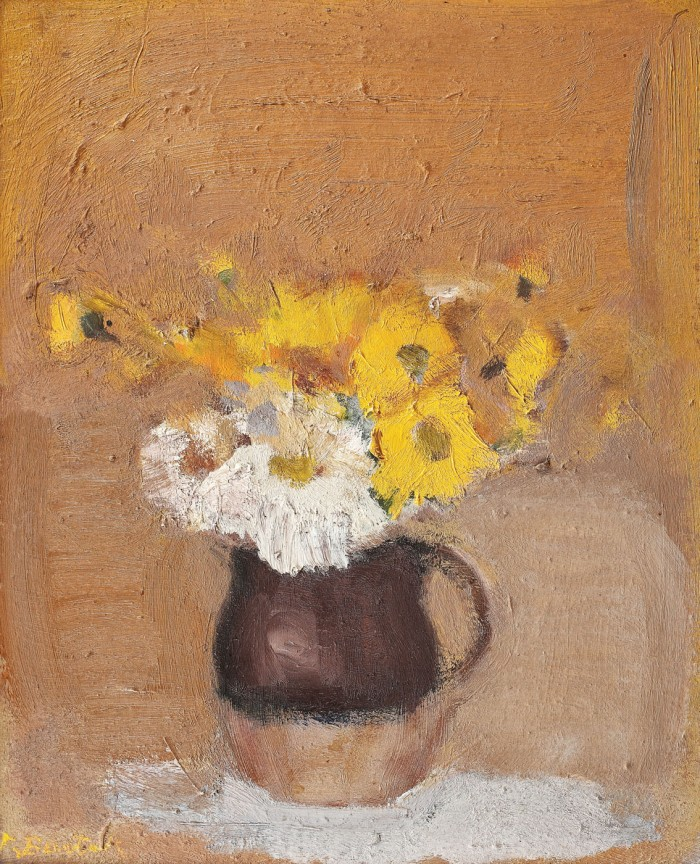
Ulcica cu flori, Francisc Bartok

## Premii și distincții
- Premiul Festivalului International de Pictură de la Budapesta, 1969;
- Premiul Expoziției Internaționale, 1980;
- Premiul Academiei Române de la Roma, 1981.

Laureat al Festivalurilor Internaționale de la Budapesta, Koopie (Finlanda), Belgrad, Kosice, Roma, Norvegia .